# Трес-Мариас (водохранилище)
Трес-Мариас — большое водохранилище на реке Сан-Франсиску.
Расположено на северо-западе Минас-Жерайса.
В длину водохранилище протянулось на 150 км. Общая площадь 1130 км².
Плотина имеет объём 19,2 км³.
Создано в 1960 году в целях улучшения судоходства, энергетики, водоснабжения.